# Hélène Esnault

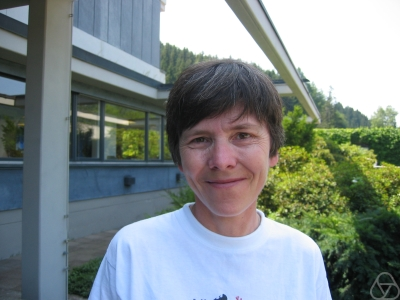
Hélène Esnault 2006

Hélène Esnault (* 17. Juli 1953 in Paris) ist eine französisch-deutsche Mathematikerin und Hochschullehrerin, die sich mit Algebraischer Geometrie befasst.

## Werdegang
Esnault wuchs als Arbeiterkind in einer Vorstadt von Paris auf. Wegen ihrer sehr guten Leistungen in der Schule wurde sie nach dem Abitur in eine Vorbereitungsklasse für das Studium der Mathematik an einer Grande école in Paris aufgenommen, wo sie das einzige Mädchen war. Nach ihrer eigenen Aussage wusste sie vorher noch nicht einmal, dass man Mathematik studieren kann.
Ab 1973 studierte Esnault an der École normale supérieure de Jeune Filles, erhielt 1975 ihr Diplom (DEA) an der Universität Paris VII und 1976 ihre Agrégation. 1976 wurde sie dort bei Lê Dũng Tráng promoviert (Singularités rationelles et groupes algébriques). Der zweite Teil der französischen Promotion (Doctorat d´Etat) folgte dort 1984. Außerdem habilitierte sie sich 1985 an der Universität Bonn, wo sie 1983 bis 1985 Gastwissenschaftlerin am Max-Planck-Institut für Mathematik war. 1977 bis 1983 war sie Assistentin an der Universität Paris VII und 1989/90 Maître de conférences. Ab 1990 war sie Professorin an der Universität Duisburg-Essen. Seit Herbst 2012 hat sie die erste Einstein-Professur an der Freien Universität Berlin inne. Zuvor war sie Professorin für Algebraische Geometrie an der Universität Duisburg-Essen in Essen sowie am Max-Planck-Institut für Mathematik in Bonn und an der Universität Paris VII tätig. Sie ist im Gremium des Exzellenzclusters MATH+.
2021 war sie am Beweis der André-Oort-Vermutung für Untervarietäten von Shimura-Varietäten mit Jonathan Pila, Ananth N. Shankar, Jacob Tsimerman und Michael Groechenig beteiligt. Die Vermutung besagt, dass Untervarietäten mit beschränkter Anzahl sog. spezieller Punkte keine Shimura-Varietäten sind (und umgekehrt, dass solche mit Zariski-dichten Mengen spezieller Punkte (CM-Punkte, CM für komplexe Multiplikation) Shimura-Varietäten sind). Die Abzählung dieser Punkte geschah durch Einführung von kanonischen Höhen durch Pila und Esnault und Kollegen vervollständigten den von Pila, Tsimerman und Shankar begonnenen Beweis aus der in der arithmetischen Geometrie grundlegenden Theorie der Höhen.
2007 war sie Gründungsherausgeberin der Zeitschrift Algebra and Number Theory. Sie war 1998 bis 2010 Mitherausgeberin der Mathematischen Annalen, seit 2007 der Mathematical Research Letters, der Acta Mathematica Vietnamica, seit 2011 von Astérisque und seit 1995 des Duke Mathematical Journal. Sie ist Mitglied der Nordrhein-Westfälischen Akademie der Wissenschaften (seit 2005), der Leopoldina (seit 2008), der Berlin-Brandenburgischen Akademie der Wissenschaften (seit 2010) und der Academia Europaea (seit 2014).
Sie hat sowohl die französische als auch die deutsche Staatsbürgerschaft. Sie war mit dem Mathematiker Eckart Viehweg verheiratet, der auch in arithmetischer und algebraischer Geometrie forschte, und arbeitete mit diesem zusammen.
2018 war sie im Preiskomitee der Fields-Medaille.

## Auszeichnungen
- 1985 bis 1989 war sie Heisenberg-Stipendiatin.
- 2001: Prix Paul Doistau – Émile Blutet der Académie des sciences
- 2002: Invited Speaker auf dem ICM in Peking (Characteristic classes of flat bundles and determinant of the Gauss-Manin-connection)
- 2003: Leibniz-Preis  mit  Eckart Viehweg
- 2009: Ehrendoktor der Vietnamesischen Akademie für Wissenschaft und Technologie in Hanoi
- 2009: „Advanced Grant“ des Europäischen Forschungsrates (ERC), mit 1 Million € dotiert
- 2010: Berlin-Brandenburgische Akademie der Wissenschaften, Mathematisch-naturwissenschaftliche Klasse[7]
- 2011: Chaire d´Excellence de la Fondation Mathématique de Paris
- 2019: Georg-Cantor-Medaille der Deutschen Mathematiker-Vereinigung[8]

## Schriften
- mit Eckart Viehweg: Lectures on Vanishing Theorems. Birkhäuser 1992 ( PDF, 1,3 MB)